# Стрелецкий сельсовет (Тамбовская область)
Стрелецкий сельсовет — сельское поселение в Тамбовском районе Тамбовской области Российской Федерации.
Административный центр — село Стрельцы.

## История
Статус и границы сельского поселения установлены Законом Тамбовской области от 17 сентября 2004 года № 232-З «Об установлении границ и определении места нахождения представительных органов муниципальных образований в Тамбовской области».

## Население
| 2010  | 2012  | 2013  | 2014  | 2015  | 2016  | 2017  |
| ----- | ----- | ----- | ----- | ----- | ----- | ----- |
| 3518  | ↗3587 | ↗3598 | ↗3618 | ↗3625 | ↘3608 | ↘3585 |
| 2018  | 2019  | 2020  | 2021  |       |       |       |
| ↘3566 | ↘3523 | ↗3528 | ↗3661 |       |       |       |

## Состав сельского поселения
| № | Населённый пункт | Тип населённого пункта       | Население |
| - | ---------------- | ---------------------------- | --------- |
| 1 | Пушкари          | село                         | ↗1178     |
| 2 | Стрельцы         | село, административный центр | ↗2340     |